# Missy Peregrym

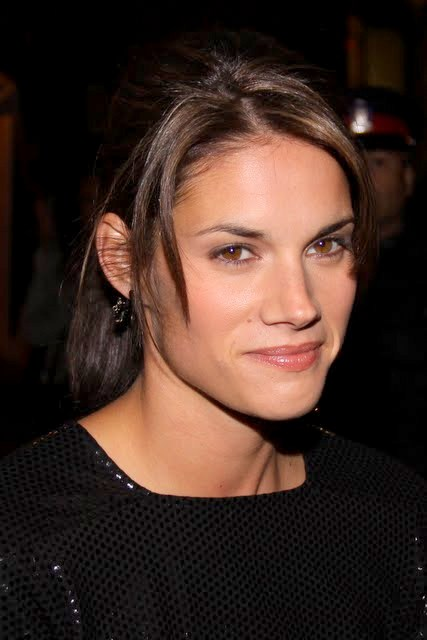
Missy Peregrym (2010)

Missy Peregrym (* 16. Juni 1982 in Montreal, Québec; eigentlich Melissa Peregrym) ist eine kanadische Schauspielerin und ehemaliges Model.

## Familie und Jugend
Peregrym ist die Tochter eines Geistlichen (Darrell Peregrym) und einer Hausfrau (Vanessa Peregrym) und hat zwei Schwestern. Sie wurde in Montreal geboren, lebte aber die meiste Zeit ihrer Kindheit und Jugend in Surrey und besuchte dort die Fleetwood Park Secondary School. Sie sagt von sich selbst, dass sie in ihrer Jugend ein Tomboy gewesen sei. Sie beteiligte sich außerdem stark an den Sportaktivitäten ihrer High School, die unter anderem Fußball und Snowboarding umfassten.

## Karriere
Peregrym begann im Alter von 18 Jahren zu modeln und spielte in verschiedenen Werbespots für Mercedes-Benz, Sprint Canada Inc. (heute Rogers Telecom) und für die Olympischen Spiele. Ihr Schauspieldebüt gab sie 2002 in einer Folge von Dark Angel. In den folgenden Jahren spielte sie in mehreren Fernsehserien mit, z. B. Black Sash, Jake 2.0, Smallville, Tru Calling, Life as We Know It, Andromeda und in dem Fernsehfilm Call Me: the Rise and Fall of Heidi Fleiss. Nach einer Rolle in Catwoman 2004, wofür sie jedoch nicht in den Credits genannt wurde, spielte Peregrym 2007 in der Serie Heroes die Rolle der Candice Wilmer.
2006 hatte Peregrym ihr Film-Debüt mit der Hauptrolle in dem Film Stick It, der in Deutschland unter dem Namen Rebell in Turnschuhen erschien. Sie hatte auch eine Rolle in dem im Internet erschienenen Kurzfilm Le Montage. Im Sommer 2007 erhielt sie in der von The CW produzierten Serie Reaper – Ein teuflischer Job die Rolle der Andi Prendergast. Sie ersetzte damit Nikki Reed, die die Rolle in der ersten Version des Serienpiloten gespielt hat. Ab 2010 spielte Peregrym eine Hauptrolle in der kanadischen Polizeiserie Rookie Blue, die über 6 Staffeln lief. Seit 2018 spielt sie die Hauptrolle in der Fernsehserie FBI.
Peregrym lebt zurzeit in Los Angeles. Von Juni 2014 bis April 2015 war sie mit dem Schauspieler Zachary Levi verheiratet. Im Dezember 2018 heiratete sie den australischen Schauspieler Tom Oakley. Im März 2020 wurden sie Eltern eines Sohnes, im Juni 2022 folgte eine Tochter.
Sie spricht sowohl Englisch als auch Französisch.

## Filmografie

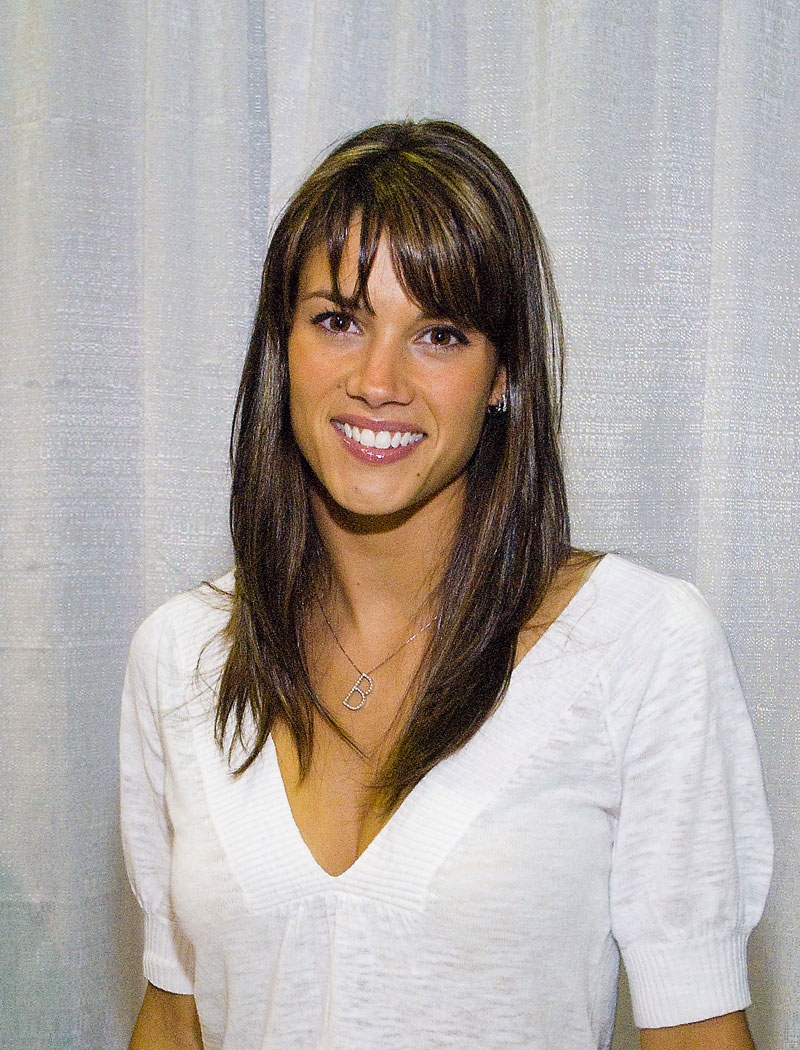
Missy Peregrym (2008)

- 2002: Dark Angel (Fernsehserie, Folge 2x14)
- 2002: The Chris Isaak Show (Fernsehserie, Folge 2x11)
- 2003: Jake 2.0 (Fernsehserie, Folge 1x07)
- 2003: Tru Calling – Schicksal reloaded! (Tru Calling, Fernsehserie, Folge 1x02)
- 2003: Black Sash (Fernsehserie, 8 Folgen)
- 2004: Smallville (Fernsehserie, Folge 3x11)
- 2004: Heidi Fleiss – Callgirl der Stars (Call Me: The Rise and Fall of Heidi Fleiss, Fernsehfilm)
- 2004: Andromeda (Fernsehserie, Folge 4x20)
- 2004: Catwoman
- 2004–2005: Life as We Know It (Fernsehserie, 13 Folgen)
- 2006: Rebell in Turnschuhen (Stick It)
- 2007: Heroes (Fernsehserie, 6 Folgen)
- 2007: Tödlicher Schlaf (Wide Awake, Fernsehfilm)
- 2007–2009: Reaper – Ein teuflischer Job (Reaper, Fernsehserie, 31 Folgen)
- 2010–2015: Rookie Blue (Fernsehserie, 74 Folgen)
- 2011: Something Red (Kurzfilm)
- 2012: Cybergeddon (Webserie, 9 Folgen)
- 2014: Backcountry – Gnadenlose Wildnis (Backcountry)
- 2016: Motive (Fernsehserie, Folge 4x10)
- 2016: Hawaii Five-0 (Fernsehserie, Folge 7x10)
- 2016: Mr. D (Fernsehserie, Folge 6x08)
- 2017: Law & Order: Special Victims Unit (Fernsehserie, Folge 18x14)
- 2017: Saving Hope (Fernsehserie, 2 Folgen)
- 2017: The Night Shift (Fernsehserie, Folge 4x10)
- 2017: Ten Days in the Valley (Fernsehserie, 3 Folgen)
- 2017–2018: Van Helsing (Fernsehserie, 13 Folgen)
- seit 2018: FBI (Fernsehserie)
- 2021–2023: FBI: Most Wanted (Fernsehserie, 2 Folgen)
- 2021: FBI: International (Fernsehserie, Folge 1x01)
- 2024: Out Come the Wolves (amerikanischer Horrorthriller)